# Polimixina B
La polimixina es un grupo de antibióticos descubiertos en 1947 y que comparten algunas características entre ellos. Son elaboradas de cepas diferentes de Paenibacillus polymyxa (Bacillus polymyxa). A diferencia de estas, la colistina (polimixina E), aunque producida por cepas de P. polymyxa  (anteriormente Bacillus [Aerobacillus] colistinus), posee otras características. Todos son antibióticos de tipo detergentes catiónicos y están formados por péptidos relativamente simples y básicos con una masa molecular aproximada de 1000 daltones. Tanto la polimixina B como la colistina cayeron en desuso debido a su alto rango de toxicidad cuando se administraban parenteralmente, sin embargo la primera aún se emplea en soluciones oftalmológicas, ungüentos para la piel, los ojos, gotas para los oídos; generalmente en combinación con otros antibióticos u otras sustancias.

## Descripción
La fórmula estructural de la polimixina B es una mezcla de polimixinas B1 y B2. La sal de sulfato de la polimixina, o una mezcla de dos o más de tales sales es color blanco a beige, en polvo, inodoro o con un ligero olor. Tiene una potencia de al menos 6000 unidades de polimixina B/mg calculada sobre la sustancia seca. Libremente soluble en agua; ligeramente soluble en alcohol. El pH de una solución al 0.5% en agua está entre 5.0 y 7.5. Debe almacenarse en contenedores herméticos y protegerse de la luz.
A pesar de su antigüedad, este tipo de medicamentos sigue sin ser comprendido del todo y se ha renovado su interés en ellos debido al incremento en las resistencias bacterianas a antibióticos de uso común, sobre todo en hospitales.

## Uso en embarazo y lactancia
Embarazo
No se han localizado informes que vinculen el uso de la polimixina B con defectos congénitos. Aunque está disponible para inyección, la polimixina B se usa casi exclusivamente por administración tópica. Los medicamentos antimicrobianos tópicos que se usan para tratar infecciones menores de la piel y que incluyen polimixina B, por lo regular también involucran otros agentes como la neomicina, la bacitracina, la gramicidina y quizá algún corticosteroide.
Dos de los casos, expuestos en el primer trimestre (uno en el primero y el otro en el tercer mes de gestación), tuvieron malformaciones cardiovasculares. Los otros cuatro casos, que se expusieron después del primer trimestre, presentaron defecto del tubo neural, microcefalia, defecto de reducción de la extremidad y talipes equinovarus. Hubo 13 recién nacidos expuestos en los controles combinados.
Lactancia
No ha habido reportes de problemas en el uso de polimixina tópica durante la lactación.